# 四鉄構内営業
四鉄構内営業株式会社（よんてつこうないえいぎょう）は、香川県仲多度郡多度津町にあった、四国旅客鉄道（JR四国）系列の車内販売業者である。

## 概要
四国の駅弁業者8社の合弁で設立され、特急列車の車内販売や、食堂の経営を行っていた。
しかし、最近はコンビニエンスストアやファーストフードの台頭で売り上げが落ち込み、2003年に解散した。これにより四国内の特急列車から車内販売が消滅する事態となった。

## 歴史
- 1961年9月28日 設立。
- 1987年 四国旅客鉄道の子会社となる。
- 2003年10月1日 会社解散。
- 2004年3月30日 清算結了。